# Angat
Angat ist eine Stadtgemeinde in der philippinischen Provinz Bulacan. Im Jahr 2015 zählte die Gemeinde 59.237 Einwohner.

## Baranggays
Angat ist in folgende 16 Baranggays aufgeteilt:
| - Banaban - Baybay - Binagbag - Donacion - Encanto - Laog - Marungko - Niugan | - Paltok - Pulong Yantok - San Roque - Santa Cruz - Santa Lucia - Santo Cristo - Sulucan - Taboc |